# 北岡ひろし
北岡 ひろし（きたおか ひろし、本名：佐藤英之、1967年8月8日 - ）は、山形県鶴岡市出身の演歌歌手。山形県鶴岡市の観光大使でもある。

## 略歴
- 1967年（昭和42年）8月8日 - 山形県鶴岡市に生まれる。
- 1984年（昭和59年）6月21日 - 日本コロムビアより、芸名「根本ひろし」でデビュー。
- 1991年（平成3年） - キングレコードに移籍し、芸名を「北岡ひろし」に改める。
- 1995年（平成7年） - ビクターエンタテインメントに移籍。

## 受賞歴
- 1983年（昭和58年）8月 - 山形テレビ「カラオケ大会」 チャンピオン
- 1984年（昭和59年）
  - 9月 - ABCヤング歌謡大賞・シルバー賞
  - 10月 - テレビ朝日音楽祭 新人賞
  - 11月 - 横浜音楽祭 新人奨励賞
  - 12月 - 第17回日本有線大賞 新人賞 受賞
- 1991年（平成3年）10月 - テレビ東京 「苦節歌手歌謡選手権」 グランプリ賞
- 2016年（平成28年）一般社団法人日本歌手協会 最優秀歌唱賞 受賞

## 楽曲

### CD・カセットテープ
- 1984年（昭和59年） - 『夢灯り／たけくらべ』
- 1991年（平成3年） - 『北の旅路は愛の道／北のふるさと』
- 1995年（平成7年） - 『花びえの女／あヽあの人に』
- 1997年（平成9年） - 『かささぎ橋／おんな雪』
- 1998年（平成10年） - 『爆走デコトラ伝説 男一匹夢街道 ― オリジナル・サウンドトラック&ヴォイスコレクション』
- 1999年（平成11年） - 『きずな酒／せめて・・・大阪』、『上原浩治応援歌』
- 2000年（平成12年） - 『アートカミオン芸術伝 爆走音盤』
- 2002年（平成14年） - 『まっかな　まっかな　赤い風』
- 2004年（平成16年） - 『竹屋の渡し』
- 2005年（平成17年） - 『真・爆走デコトラ伝説 〜哀愁挽歌集〜』
- 2006年（平成18年） - 『蝶の道行』、『銀座のうた』
- 2007年（平成19年） - 『ひとひら重ねて 全16曲』
- 2008年（平成20年） - 『鶴の丞』、『全国デコトラ祭り ~よさこい爆走音盤~』
- 2010年（平成22年） - 『冬の花』
- 2012年（平成24年） - 『無情(ゆめ)の夢』、『北岡ひろし全曲集～無情(ゆめ)の夢～ 全16曲』
- 2014年（平成26年） - 『おんな雪』、『愛の流れに』
- 2015年（平成27年） - 『寂しいっしょ』、『雨の鶴岡』
- 2017年（平成29年） - 『薔薇ものがたり』、『地図のない道』
- 2019年（令和元年） - 『不滅の愛』、『紅の蝶』
- 2021年（令和3年） - 『伏見十石舟』、『三つの氷』『北岡ひろし全曲集～伏見十石舟～ 全16曲』
- 2023年（令和5年） - 『御宿・曳き舟』、『ビードロ恋歌』